# 緊急着陸用パラシュート

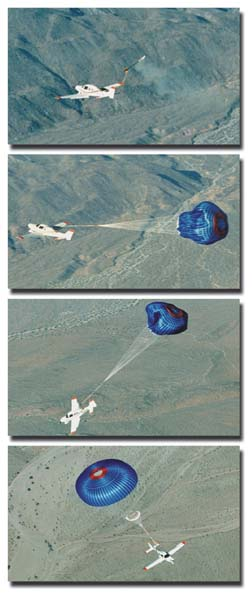
パラシュートが開く様子

緊急着陸用パラシュート（Ballistic parachute）とは航空機に搭載された安全機能である。

## 概要
通常は機体が操縦不能になったり、エンジンが故障して滑走路外への不時着が避けられなくなった場合は胴体着陸を行うか、パラシュートを背負って機外へ脱出する必要がある。胴体着陸は大破や火災の危険があり、パラシュートを積んでいない場合は利用できない。
このため搭乗員ではなく機体にパラシュートを取り付けることで安全に不時着させる、というアイデアに基づいている。展開することで、機体の落下速度を緩やかにして軟着陸させることが可能である。
有人機用の他、小型無人航空機用も開発されている。
シーラス・エアクラフトは、「CAPS（Cirrus Airframe Parachute System）」と称するシステムを自社製品に採用している。接地時に発生する下向きの荷重を吸収し、搭乗者を脊髄の負傷から守るため、シートのクッションにはアルミニウム製のハニカム・コアを組み込む、ボディには強化フレームを採用し、前席のシートベルトにはエアバッグを内蔵するなど総合的な安全機能であり、適切にCAPSを作動させれば、機体が安定した状態で不時着した場合、接地時には3mの高さから機体を落下させた場合と同程度の衝撃で済みほぼ無傷の状態で生還できるとされている。2017年1月現在、このシステムによって146人の命が救われたという。対地2000ft以上での使用が推奨されている一方で、対地500ftAGL以下の低高度でCAPSを使用しても有効に作用して人命を救った例が多数ある。飛行規程で定める高度・速度内で作動させた場合の死者数はゼロと報告されている。

## 搭載機
- シーラス SR20
- シーラス SR22
- シーラス SR22T
- シーラス Vision SF50
- ICON A5 - オプション